# Center for Grundtvigforskning
Center for Grundtvigforskning er et forskningscenter under Institut for Kultur og Samfund, Aarhus Universitet. Centeret blev oprettet under navnet "Grundtvig Centeret" i 2009 med det hovedformål at udarbejde en tekstkritisk, digital udgave af N.F.S. Grundtvigs (1783-1872) trykte forfatterskab betitlet Grundtvigs Værker. Center for Grundtvigforskning blev oprettet på politisk initiativ og er finansieret gennem årlige finanslovsbevillinger. Derfor har centeret en bestyrelse med repræsentanter fra politiske partier.

## Centerets opbygning og opgaver
Centeret har to afdelinger: En i Vartov i København og en i Nobelparken i Aarhus. I Vartov sidder gruppen af editionsfilologer og studentermedhjælpere, der varetager opgaver forbundet med den tekstkritiske udgave, hvis resultat præsenteres på hjemmesiden www.grundtvigsværker.dk. Dette site overgår fra midten af 2020 til Det Kgl. Biblioteks digitale samlinger. I Aarhus sidder gruppen af forskere, der bygger på Aarhus Universitets tradition for forskning i og omkring Grundtvigs forfatterskab; forskningsarbejdet bestræber sig på at drage fordel af den omstændighed, at Grundtvigmaterialet nu er digitaliseret og orienterer sig derfor imod den digitale humaniora. Der er i øjeblikket i alt omtrent 25 personer inkl. studentermedhjælpere knyttet til de to afdelinger.
Som selvstændig delopgave er centeret forpligtet på at forske i Grundtvigs forfatterskab, dets indplacering i og aftryk på dansk samt europæisk kulturhistorie. Derfor støtter centeret forskning i forfatterskabet gennem ansættelser, stipendier og publikationsstøtte. En række ph.d.-projekter er således gennemført i regi af centeret.
Centeret er blevet finansieret ved et-årige bevillinger på finansloven, som efterhånden er løbet op i ca. 100 millioner kroner. Ved fremlæggelsen af finanslovsforslaget for 2020 var der en overgang udsigt til, at centeret måtte lukke, idet en fortsat bevilling ikke indgik i finanslovsforslaget. Efter forhandlinger med Folketingets partier fik centeret dog bevilget midler til endnu et års arbejde via udmøntningen af den såkaldte forskningsreserve.

## Grundtvig-udgivelsens baggrund
Grundtvigudgaven omfatter i hovedsagen de skrifter, der blev trykt i Grundtvigs egen levetid. På visse punkter afviges der dog fra dette princip, hvis et særligt relevanshensyn betinger dette. Det gælder fx udgivelsen af de såkaldte Mands Minde-forelæsninger. Udgaven er derfor anderledes lagt an end den store udgivelse af Søren Kierkegaards Skrifter, fordi der blandt Kierkegaards arbejder udgives både tidligere trykte værker og ikke tidligere publicerede skrifter.
Materialet til Grundtvigs Værker består af omtrent 37.000 normalsider, fordelt på ca. 1.000 enkelttekster og spredt ud over en periode på 68 år (1804-1872). Teksterne mærkes op, ledsages af indledninger og forsynes med kommentarer i punkter. Projektet har siden sin begyndelse været planlagt gennemført ved udgangen af 2029. Der er indtil 2020 investeret ca. 100 millioner kroner i centeret.